# 大政参与
大政参与（たいせいさんよ）は、江戸幕府の職制の1つで幕政の重要な課題に関与・主導する臨時職。かつては大老と同一に捉えられたが、近年の研究で区別すべきとの見方もある。

## 概要
寛永9年（1632年）1月30日、大和郡山藩主松平忠明と近江彦根藩主井伊直孝が幕政への参加を命じられたことが大政参与の始まりとされている。2人は大御所徳川秀忠から3代将軍徳川家光の後見を務めて国政の大議に関与、老中と謀議・決定するよう遺言を受け、老中達と共に政治を執り行うようになった。この処置は秀忠の死亡直後の時点で家光には嫡男がおらず、大御所との二元政治ができなくなった（家光に将軍職を譲る息子がいない）ため、幕閣の再編成に迫られた結果であった。
職務は非常勤でありながら在府し、重大事にのみ関与・決定することであり、月番制・評定所出座・老中奉書連判は免除されている（ただし、重大事では評定所に出座することがある）。寛永15年（1638年）11月7日に老中酒井忠勝と土井利勝が大老に任命され、同様の免除で政務に参加した。このことから大政参与と大老は同職とされていたが、後に編纂された諸役人の任免を記した『柳営補任』では大政参与は「執事職」、大老は「元老」と名付けられ、『武鑑』では大政参与は「御太老」、大老は「御家老」と区別されている。両者の職務の違いは、前者は後見型大老（または全権大老）、後者は政務型大老とされるが、具体的な内容は執事職（大政参与）は幕政全般の関与だけでなく将軍の後見、殿中の諸儀式や将軍家の法事・参詣の差配も担当、元老（大老）は将軍の内意を受けつつ財政・民政など時の最重要問題を担当することが職務となっている。つまり前者は将軍の代理、後者は将軍の家臣としての立場を取っているのである。
資格は石高が10万石、官位は少将か中将だが、老中から就任する場合もあれば無役の親藩・譜代大名からいきなり就任する場合もあった。前者は堀田正盛・稲葉正則、後者は松平忠明・井伊直孝・保科正之・榊原忠次・井伊直澄とされる。また、4代将軍家綱と5代将軍綱吉までの治世では大老と間断なく任命されており、酒井忠清が大老に在任中の延宝8年（1680年）1月12日に稲葉正則が大政参与に就任、5月8日に家綱が死去、忠清が12月9日に綱吉に解任された後は正則が翌天和元年（1681年）の12月8日まで大政参与を務め、3日後の12月11日に堀田正俊が大老に就任している。元禄以後は「御家老」の名称が使われなくなり、「御太老」「大老」の名称が主となったことから大政参与と大老は統一されたと見られている。なお幕末期に近づくと、徳川斉昭や松平容保が幕政参与を命じられている。

## 大政参与一覧

### ｢執事職」
- 松平忠明（1632年 - ?）
- 井伊直孝（1632年 - 1659年）
- 保科正之（1651年 - 1669年）
- 榊原忠次（1663年 - 1665年）
- 井伊直澄（1668年 - 1676年）

### 「元老」
- 堀田正盛（1638年 - 1651年）
- 稲葉正則（1680年 - 1681年）